# 128426 Vekerdi
A 128426 Vekerdi (ideiglenes jelöléssel (128426) 2004 MP6) a Naprendszer kisbolygóövében található aszteroida. Sárneczky Krisztián fedezte fel 2004. június 18-án.

## Kapcsolódó szócikk
- Kisbolygók listája (128001–128500)